# سلحفاة حمراء القدم
السلحفاة حمراء القدم هي نوع من السلاحف البرية، تعيش في شمال قارة أمريكا الجنوبية. تعد السلحفاة حمراء القدم سلحفاةً متوسّطة الحجم، إذ يبلغ طولها بالمتوسط نحو 30 سنتيمتراً، رغم أنها قد تتجاوز أحياناً الـ40 سم. تمتاز أصداف هذه السلاحف بلونها ألأسود ونتوءاتها الكثيرة التي تتوسَّط كلاً منها بقعة حمراء فاتحة اللون، أما أرجلها فإنها سوداء أيضاً تتخلُّلها بقع عديدة فاقعة يتراوح لونها من الأصفر الباهت إلى الأحمر الغامق. تختلف السلاحف حمراء القدم عن بعضها بعضاً وفقاً للمنطقة التي تعيش فيها، إلا أنَّها شبيهة بصورةٍ عامة بقريبتها السلحفاة صفراء القدم التي تقطن حوض الأمازون.
يتراوح موطن السلحفاة حمراء القدم الطبيعي من سهول السافانا المفتوحة إلى أطراف الغابات المحيطة بحوض الأمازون. وهي تعد حيواناتٍ قارتةً تتغذى على العديد من أنواع النباتات والثمار، ويتضمَّن غذاؤها كذلك الأعشاب والأزهار والفطر والجيف واللافقاريات الصغيرة. من جهةٍ أخرى، فإن ما عادتها أن تسبت صيفاً عندما يكون الطقس حاراً وجافاً.
تستهدف الكثير من الحيوانات الضارية صغار هذه السلاحف وبيضها، إلا أنَّ أعداءها الرئيسيّين رغم ذلك هم نمور اليغور والبشر، إذ أنَّ السكان البشر يعملون على صيدها لبيعها كحيواناتٍ أليفة أو أكلها وكذلك يتسبَّبون بتدمير بيئتها الطبيعية، وقد أدت هذه الأنشطة إلى جعل السلحفاة الحمراء القدم شديدة النُّدرة في بعض المناطق، إذ يُصنِّفها الاتحاد العالمي للحفاظ على الطبيعة كنوعٍ معرَّض لخطر الانقراض.